# Platocoelotes impletus
Platocoelotes impletus là một loài nhện trong họ Amaurobiidae.
Loài này thuộc chi Platocoelotes. Platocoelotes impletus được miêu tả năm 1997 bởi Peng & Jia-Fu Wang.